# فلود (رواية)
فلود هي رواية للكاتبة البريطانية هيلاري مانتل. نشرت لأول مرة عن دار فايكينج بريس في عام 1989، وفازت بجائزة وينيفريد هولتبي التذكارية [الإنجليزية] في نفس العام.

## خلفية
تدور أحداث الرواية في عام 1956، في فيذرهوتون، وهي مدينة خيالية كئيبة ومعزولة في مكان ما في مستنقعات شمال إنجلترا. يبدو أن سكان البلدة جاهلون، لكن مانتل تصورهم بالتعاطف والمودة. تركز الحبكة على الكنيسة الرومانية الكاثوليكية والدير في المدينة وتتعلق بالتأثير الدرامي لفلود الغامض، الذي يبدو أنه الراعي الذي أرسله الأسقف لمساعدة الأب أنجوين، وهو كاهن يستمر في دوره على الرغم من أنه فقد إيمانه خصوصًا.
تقدم الرواية وجهة نظر قاسية لا هوادة فيها للكنيسة الرومانية الكاثوليكية، حيث تصور أمًا قاسية بشكل واضح وأسقفًا متسلطًا طائشًا. يغازل السرد ما هو خارق للطبيعة (على سبيل المثال، يهاجر الثؤلول بأعجوبة من شخص إلى آخر، وتشتعل النيران في الشخصية، ويتسبب فلود في اختفاء الطعام دون أن يبدو أنه يأكله). يشبه فلود الشيطان بطرق مختلفة (ينجح على الفور في التعرف على أعمق مشاعر الناس ورغباتهم، ويقوم بمعجزات دنيوية خفية مثل الحفاظ على زجاجة ويسكي ممتلئة دائمًا). ومع ذلك، فإن تأثير فلود على كلا البطلين الرئيسيين، الأب أنجوين والأخت الشابة فيلومينا، يبدو متحررًا للغاية، وتنتهي الرواية بدرجة معينة من الأمل الجديد لكليهما.

## روابط خارجية
- فلود، مراجعات الكتب في Bibliochat